# Hans Krause-Wichmann
Hans Krause-Wichmann (* 28. August 1925 in Karlsruhe; † 22. Juni 2007 in Saarbrücken) war ein deutscher Ruderer, der für das Saarland antrat.

## Biografie
Hans Krause-Wichmann gehörte der Delegation des Saarlandes bei den Olympischen Sommerspielen 1952 in Helsinki an. Zusammen mit seinem Bruder Joachim sowie Werner Biel und Hanns Peters  startete er im Vierer ohne Steuermann. Ihren Vorlauf gewann die Besatzung gegen die favorisierten Boote aus Italien und Norwegen. Im Halbfinale und im Hoffnungslauf unterlagen die vier Ruderer jedoch knapp und verpassten somit das Finale.
Bei den Deutschen Meisterschaften 1955 wurde er mit seinem Bruder Joachim Zweiter im Zweier mit Steuermann.